# مریال
مریال (انگلیسی: Boehringer Ingelheim Animal Health) شرکت مراقبت سلامت فرانسوی است، که در سال ۱۹۵۵ تأسیس شد.